# 圣阿尔邦
圣阿尔邦（法語：Saint-Alban，法語發音：[sɛ̃.t‿albɑ̃]）是法国上加龙省的一个市镇，位于图卢兹市区北部，属于图卢兹区。

## 地理
圣阿尔邦（43°41'31"N, 1°24'53"E）面积4.26 平方千米，位于法国奧克西塔尼大區上加龙省，该省份为法国西南部内陆省份，西南端与西班牙接壤，自此顺时针与上比利牛斯省、热尔省、塔恩-加龙省、塔恩省、奥德省和阿列日省接壤。
与圣阿尔邦接壤的市镇（或旧市镇、城区）包括：布吕吉耶尔、欧康维尔、卡斯泰尔日内斯特、弗努耶、丰博扎尔、莱斯皮纳斯。

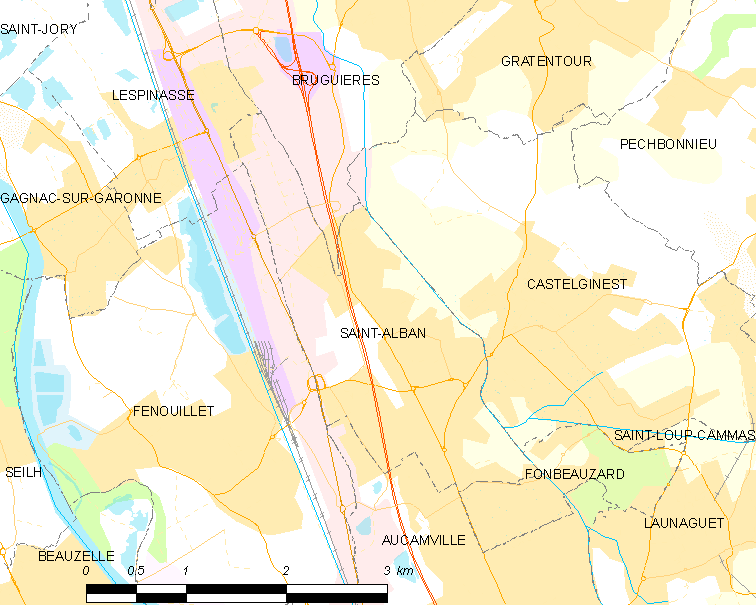
圣阿尔邦的OSM定位图

圣阿尔邦的时区为UTC+01:00、UTC+02:00（夏令时）。

## 行政
圣阿尔邦的邮政编码为31140，INSEE市镇编码为31467。

## 政治
圣阿尔邦所属的省级选区为卡斯泰尔日内斯特县。

## 人口

1962-2008年间圣阿尔邦人口变化图示

圣阿尔邦于2022年1月1日时的人口数量为6447人。